# Idioma e
El e (también llamado kjang e, kam-tai, be-tai o tai-sek) es una lengua hablada en China, en la provincia de guanxi en región autónoma de Zhuang. Usualmente se clasifica como una lengua kra-dai y su gramática está más cercana a estas lenguas aunque gran parte de su vocabulario es de origen chino, por lo que algunos prefieren considerarla como una lengua mixta.
El e pertenece al mismo subgrupo que el tai de las regiones montañosas del norte de Vietnam y que el zhuang meridional.
- Datos: Q35386